# Antón Martínez
Antonio Manuel Martínez Morales, conocido en el ámbito deportivo como Antón, (Bilbao, España, 19 de octubre de 1944) fue un exfutbolista español que se desempeñaba como defensa.

## Clubes
| Club            | País   | Año       |
| --------------- | ------ | --------- |
| Real Betis      | España | 1964-1969 |
| Valencia CF     | España | 1968-1975 |
| Real Valladolid | España | 1975-1977 |

## Palmarés
- Liga con el Valencia CF en el año 1971.

## Internacionalidades
- 5 vez internacional con España.
- Debutó con la selección española en México D.F. el 23 de abril de 1969 contra México.[2]